# Markku S. Nieminen
Markku Sakari Nieminen, född 6 december 1948 i Helsingfors, är en finländsk läkare. 
Nieminen, som är specialist i invärtes medicin och hjärtsjukdomar, blev medicine och kirurgie doktor 1977, professor i kardiologi vid Helsingfors universitet 1998 och överläkare vid kardiologiska kliniken vid Helsingfors universitetscentralsjukhus samma år. Hans vetenskapliga arbeten spänner över ett brett fält inom kardiologin med tonvikt på koronarsjukdom, hjärtinfarkt och hjärtinsufficiens.